# Boitron (Seine-et-Marne)
Pour les articles homonymes, voir Boitron.
Boitron est une commune française située dans le département de Seine-et-Marne en région Île-de-France.
Au dernier recensement de 2022, la commune comptait 326 habitants.

## Géographie

### Localisation
Boitron est une commune située à environ  15 kilomètres au sud- est de La Ferté-sous-Jouarre., dans le canton de Coulommiers et l'arrondissement de Provins.

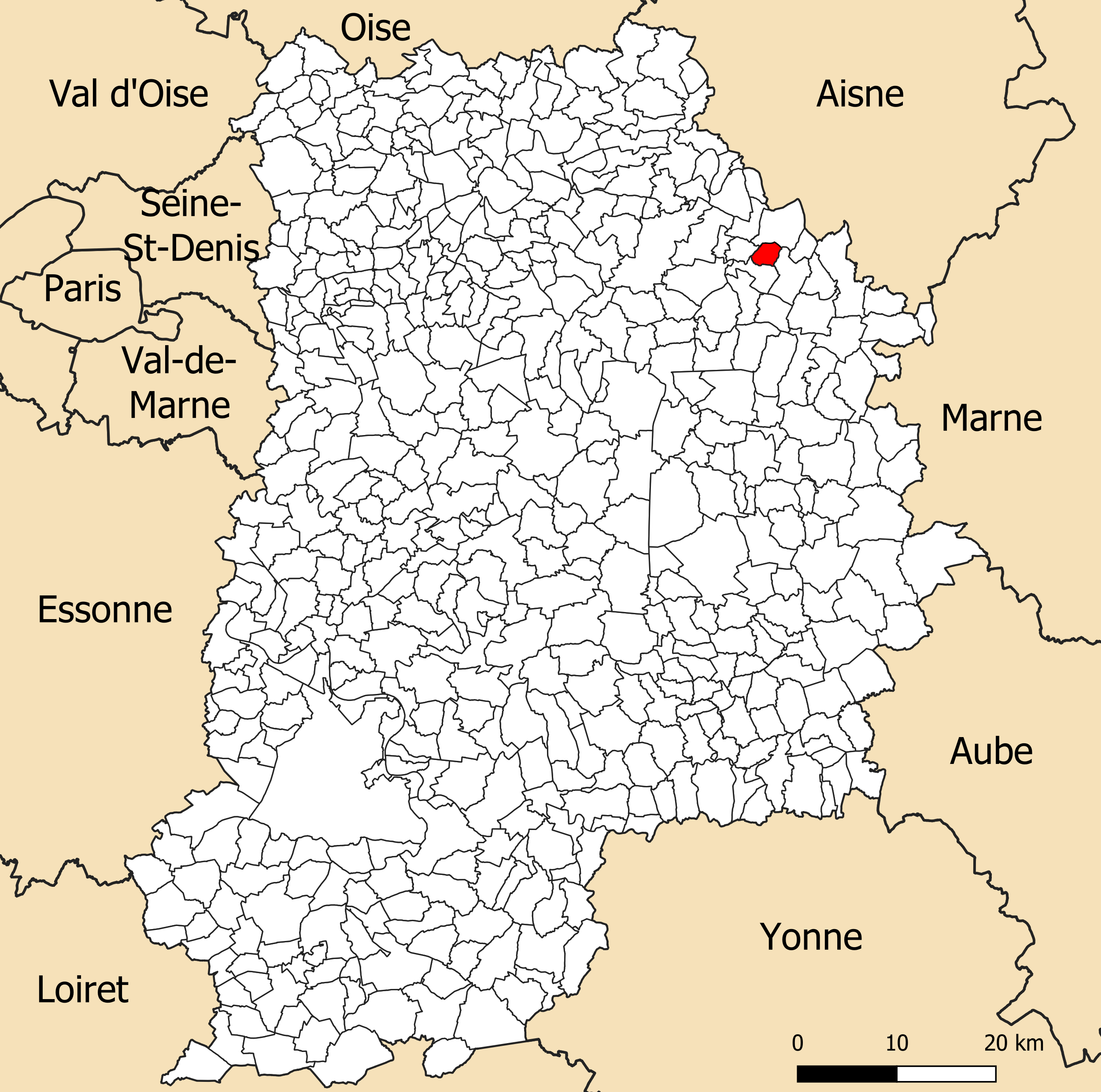
Localisation de la commune de Boitron dans le département de Seine-et-Marne.

### Communes limitrophes

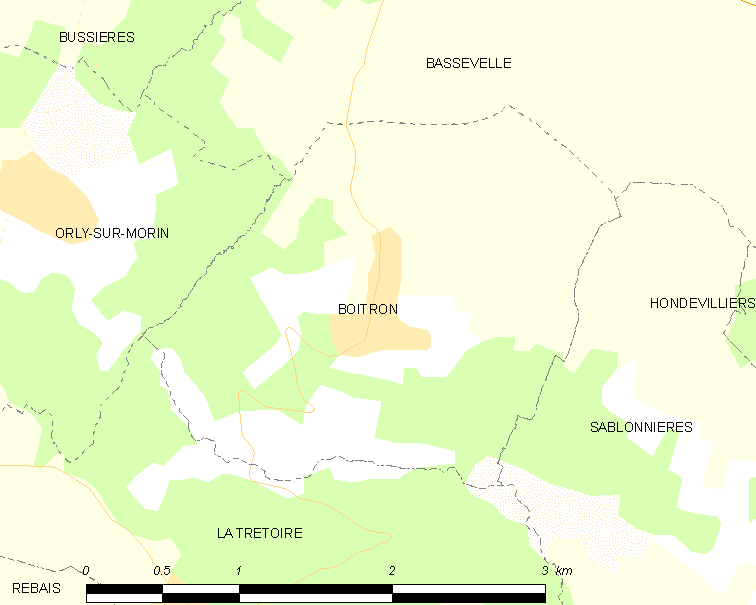
Carte des communes limitrophes de Boitron.

Les communes limitrophes de Boitron incluent La Trétoire, Orly-sur-Morin, Sablonnières, Bassevelle.
|                | Bassevelle  |              |
| Orly-sur-Morin | Boitron     |              |
|                | La Trétoire | Sablonnières |

### Géologie et relief
L'altitude de la commune varie de 67 mètres à 196 mètres pour le point le plus haut, le centre du bourg se situant à environ 182 mètres d'altitude (mairie). Elle est classée en zone de sismicité 1, correspondant à une sismicité très faible.

### Hydrographie

#### Réseau hydrographique

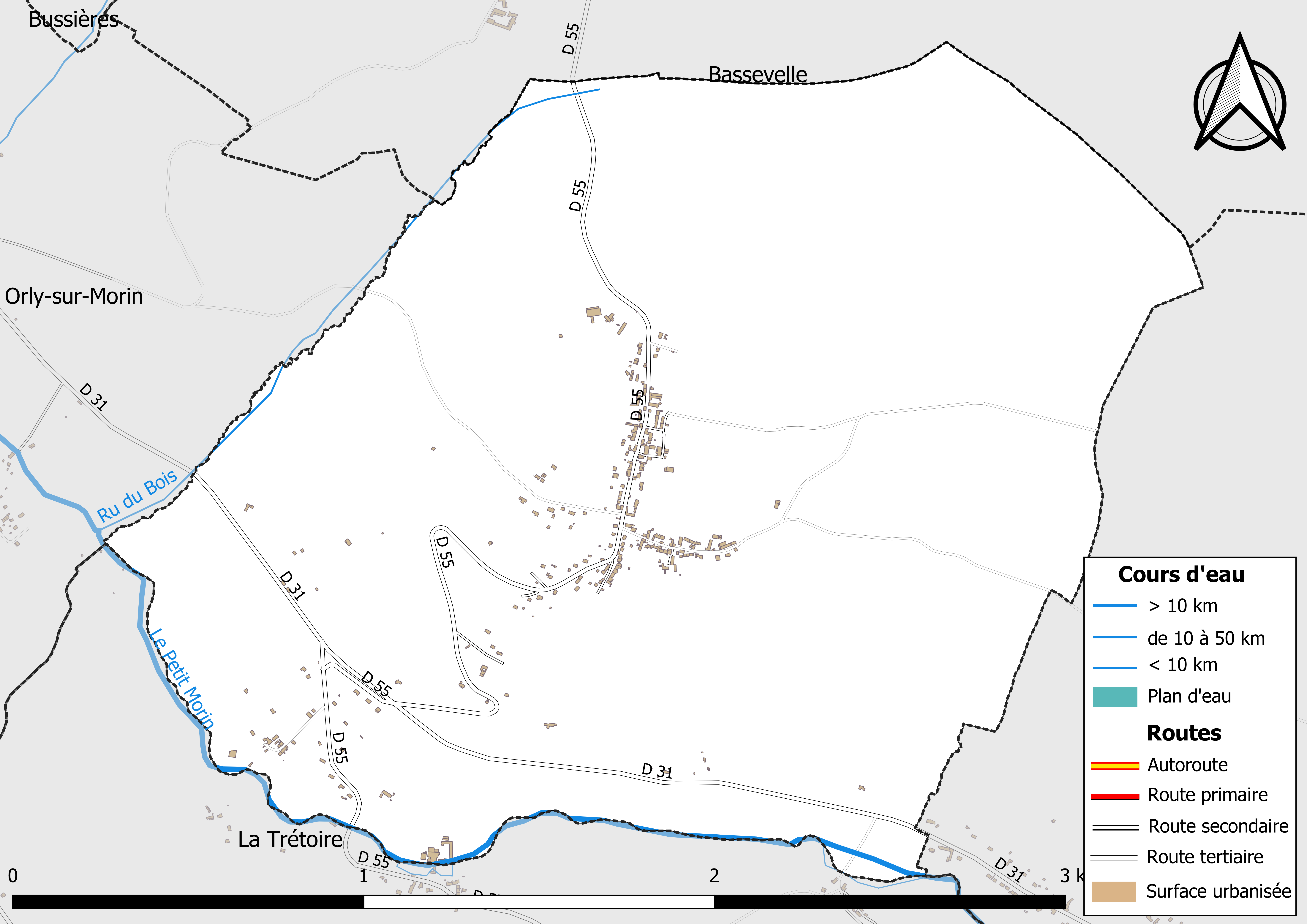
Carte des réseaux hydrographique et routier de Boitron.

Le réseau hydrographique de la commune se compose de quatre cours d'eau référencés :
- la rivière le Petit Morin, long de 86,3 km[4], affluent de la Marne en rive gauche, ainsi que :
  - un bras de 0,2 km[5] ;
  - un bras de 0,4 km[6] ;
  - le ru du Bois, 2 km[7], affluent du Petit Morin.

La longueur totale des cours d'eau sur la commune est de 2,17 km.

#### Gestion des cours d'eau
Afin d’atteindre le bon état des eaux imposé par la Directive-cadre sur l'eau du 23 octobre 2000, plusieurs outils de gestion intégrée s’articulent à différentes échelles : le SDAGE, à l’échelle du bassin hydrographique, et le SAGE, à l’échelle locale. Ce dernier fixe les objectifs généraux d’utilisation, de mise en valeur et de protection quantitative et qualitative des ressources en eau superficielle et souterraine. Le département de Seine-et-Marne est couvert par six SAGE, au sein du bassin Seine-Normandie.
La commune fait partie du SAGE « Petit et Grand Morin », approuvé le 21 octobre 2016. Le territoire de ce SAGE comprend les bassins du Petit Morin (630 km2) et du Grand Morin (1 185 km2). Le pilotage et l’animation du SAGE sont assurés par le Syndicat Mixte d'Aménagement et de Gestion des Eaux (SMAGE) des 2 Morin, qualifié de « structure porteuse ».

### Climat
Pour des articles plus généraux, voir Climat de l'Île-de-France et Climat de Seine-et-Marne.
En 2010, le climat de la commune est de type climat océanique dégradé des plaines du Centre et du Nord, selon une étude du CNRS s'appuyant sur une série de données couvrant la période 1971-2000. En 2020, Météo-France publie une typologie des climats de la France métropolitaine dans laquelle la commune est exposée à un climat océanique altéré et est dans la région climatique Nord-est du bassin Parisien, caractérisée par un ensoleillement médiocre, une pluviométrie moyenne régulièrement répartie au cours de l’année et un hiver froid (3 °C).
Pour la période 1971-2000, la température annuelle moyenne est de 10,2 °C, avec une amplitude thermique annuelle de 15,3 °C. Le cumul annuel moyen de précipitations est de 756 mm, avec 11,6 jours de précipitations en janvier et 8,3 jours en juillet. Pour la période 1991-2020, la température moyenne annuelle observée sur la station météorologique la plus proche, située sur la commune de Saint-Cyr-sur-Morin à 6 km à vol d'oiseau, est de 11,2 °C et le cumul annuel moyen de précipitations est de 814,8 mm,. Pour l'avenir, les paramètres climatiques de la commune estimés pour 2050 selon différents scénarios d'émission de gaz à effet de serre sont consultables sur un site dédié publié par Météo-France en novembre 2022.

### Milieux naturels et biodiversité

#### Réseau Natura 2000

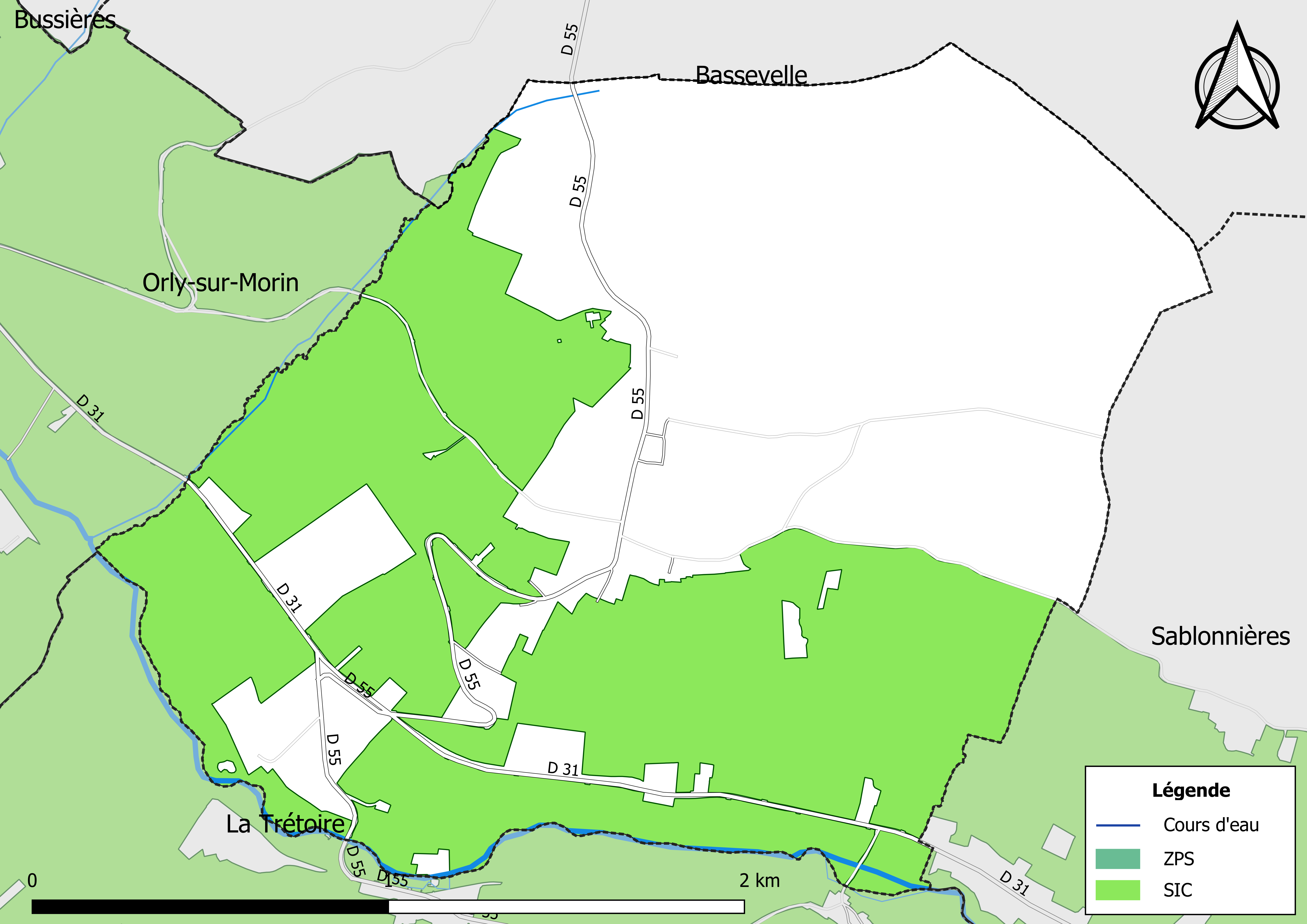
Sites Natura 2000 sur le territoire communal.

Le réseau Natura 2000 est un réseau écologique européen de sites naturels d’intérêt écologique élaboré à partir des Directives « Habitats » et « Oiseaux ». Ce réseau est constitué de Zones spéciales de conservation (ZSC) et de Zones de protection spéciale (ZPS). Dans les zones de ce réseau, les États Membres s'engagent à maintenir dans un état de conservation favorable les types d'habitats et d'espèces concernés, par le biais de mesures réglementaires, administratives ou contractuelles.
Un site Natura 2000 a été défini sur la commune au titre de la « directive Habitats » : 
- le « Petit Morin de Verdelot à Saint-Cyr-sur-Morin », d'une superficie de 3 589 ha, un site qui accueille la plus importante population d’Île-de-France de cuivré des marais (Lycaena dispar) et la deuxième plus importante population d’Île-de-France de sonneur à ventre jaune (Bombina variegata)[20],[21].

#### Zones naturelles d'intérêt écologique, faunistique et floristique
L’inventaire des zones naturelles d'intérêt écologique, faunistique et floristique (ZNIEFF) a pour objectif de réaliser une couverture des zones les plus intéressantes sur le plan écologique, essentiellement dans la perspective d’améliorer la connaissance du patrimoine naturel national et de fournir aux différents décideurs un outil d’aide à la prise en compte de l’environnement dans l’aménagement du territoire.
Le territoire communal de Boitron comprend deux ZNIEFF de type 1,, 
les « Bois de Boitron et Alentours du Ru de la Fonderie » (144,27 ha), couvrant 4 communes du département ;
et le « Le Petit Morin » (30,09 ha), couvrant 10 communes du département
et un ZNIEFF de type 2,, 
la « vallée du Petit Morin de Verdelot à la Ferte Sous-Jouarre » (4 988,89 ha), couvrant 15 communes du département.

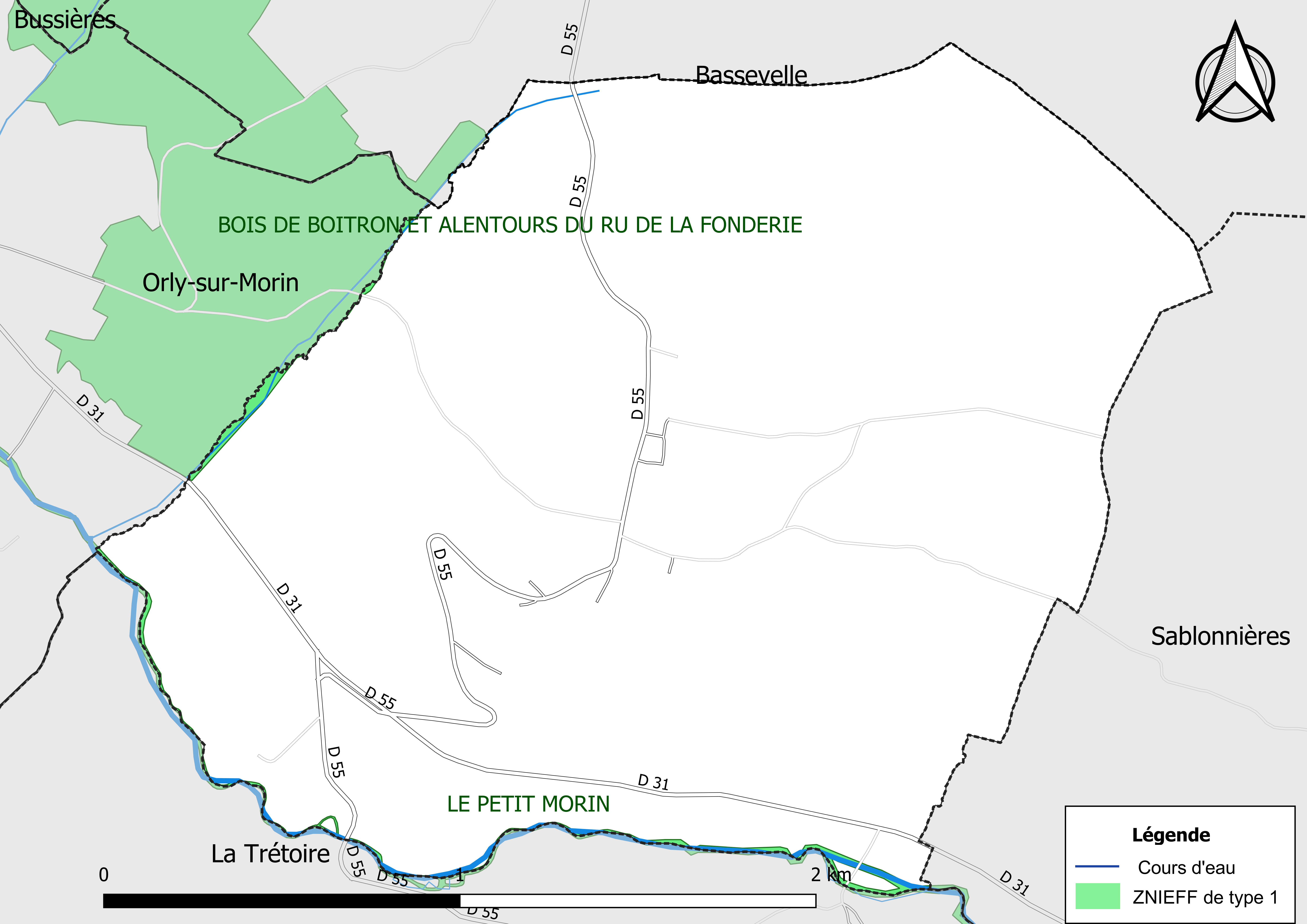
Carte des ZNIEFF de type 1 de la commune.
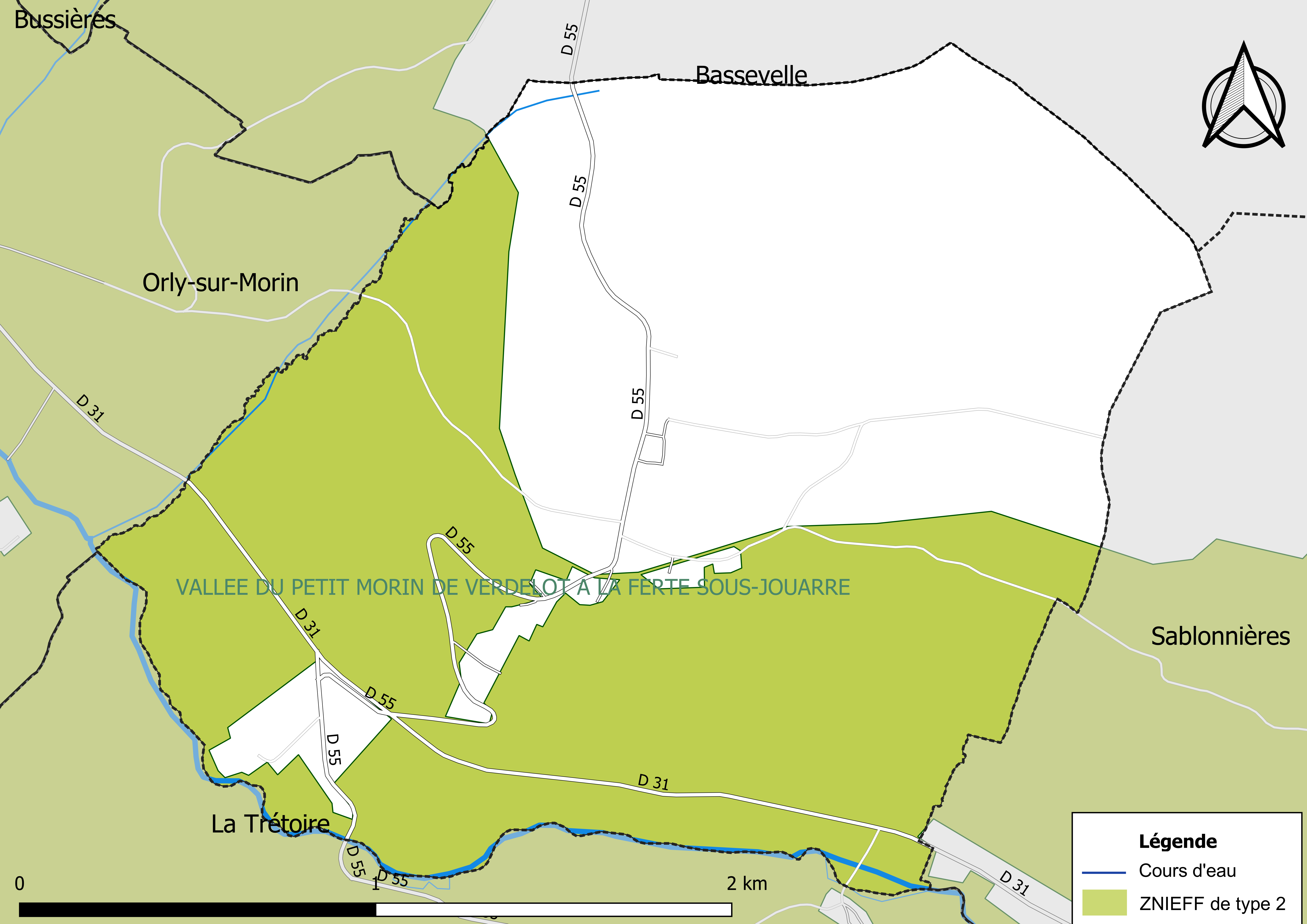
Carte des ZNIEFF de type 2 de la commune.

## Urbanisme

### Typologie
Au 1er janvier 2024, Boitron est catégorisée commune rurale à habitat dispersé, selon la nouvelle grille communale de densité à sept niveaux définie par l'Insee en 2022.
Elle est située hors unité urbaine. Par ailleurs la commune fait partie de l'aire d'attraction de Paris, dont elle est une commune de la couronne,. Cette aire regroupe 1 929 communes,.

### Lieux-dits et écarts
La commune compte 114 lieux-dits administratifs répertoriés consultables ici.

### Occupation des sols
L'occupation des sols de la commune, telle qu'elle ressort de la base de données européenne d’occupation biophysique des sols Corine Land Cover (CLC), est marquée par l'importance des territoires agricoles (65 % en 2018), une proportion identique à celle de 1990 (65 %). La répartition détaillée en 2018 est la suivante : 
terres arables (43,8% ), forêts (30,1% ), prairies (20,4% ), zones urbanisées (4,9% ), zones agricoles hétérogènes (0,8 %).
Parallèlement, L'Institut Paris Région, agence d'urbanisme de la région Île-de-France, a mis en place un inventaire numérique de l'occupation du sol de l'Île-de-France, dénommé le MOS (Mode d'occupation du sol), actualisé régulièrement depuis sa première édition en 1982. Réalisé à partir de photos aériennes, le Mos distingue les espaces naturels, agricoles et forestiers mais aussi les espaces urbains (habitat, infrastructures, équipements, activités économiques, etc.) selon une classification pouvant aller jusqu'à 81 postes, différente de celle de Corine Land Cover,,. L'Institut met également à disposition des outils permettant de visualiser par photo aérienne l'évolution de l'occupation des sols de la commune entre 1949 et 2018.

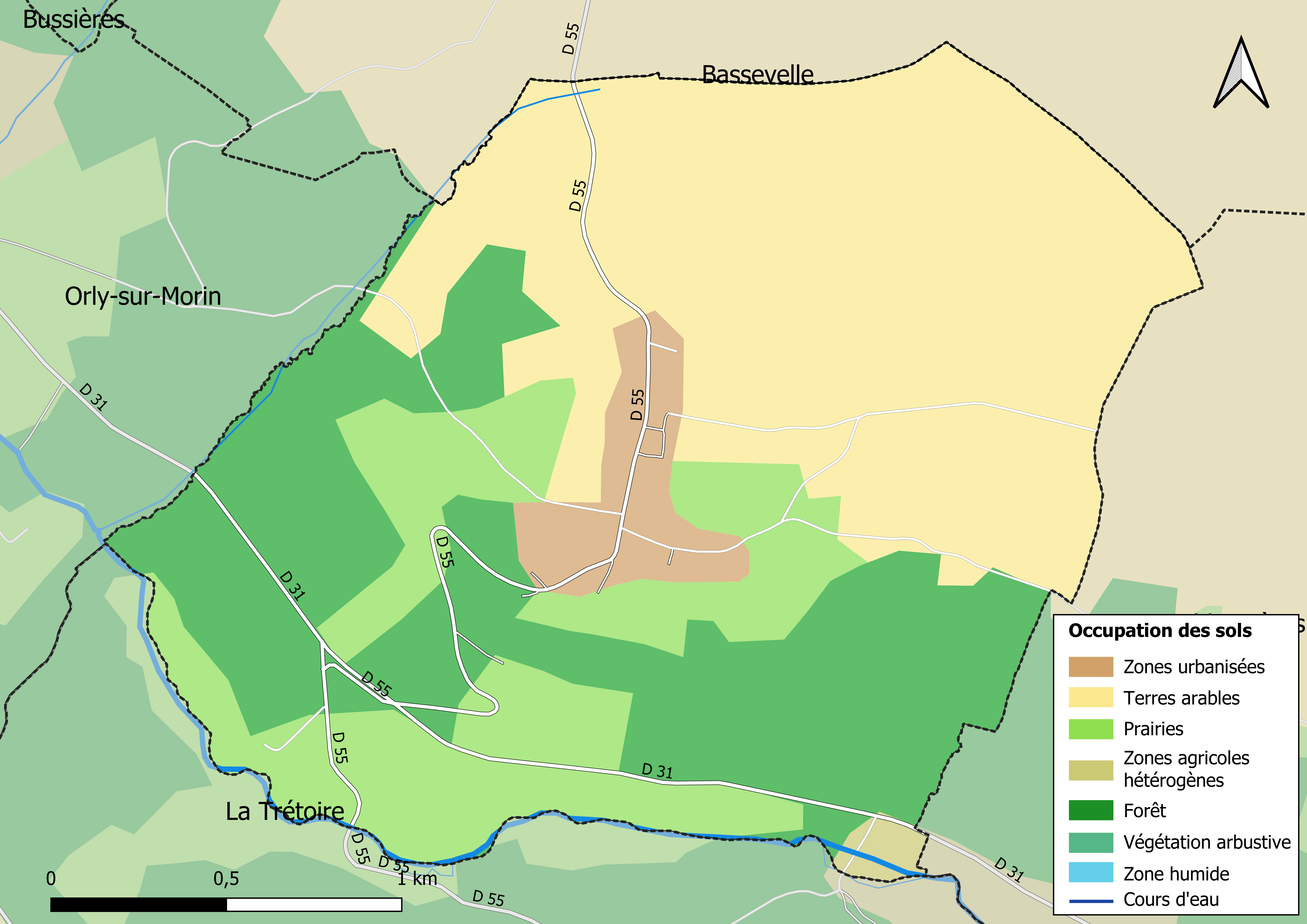
Carte des infrastructures et de l'occupation des sols en 2018 (CLC) de la commune.
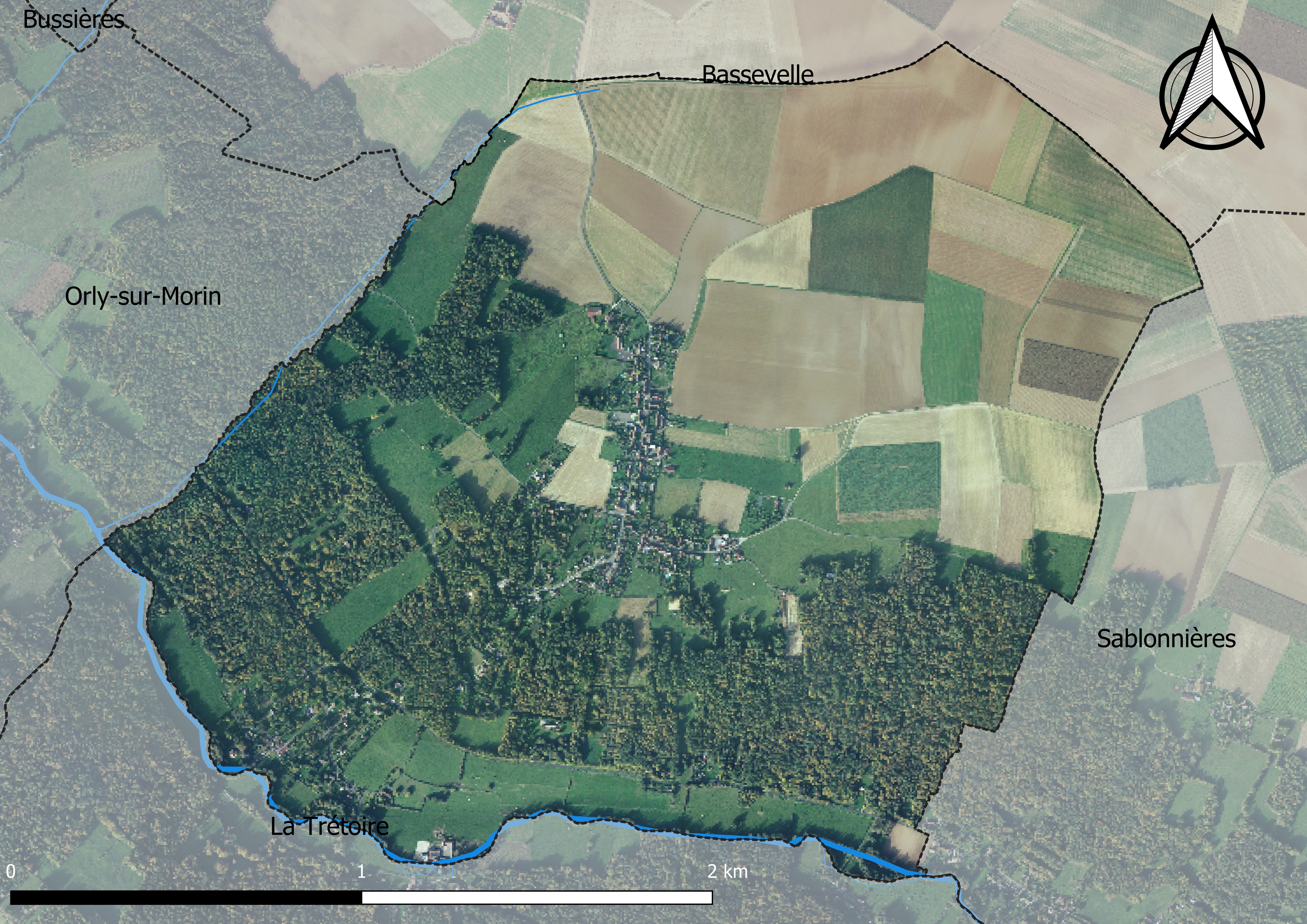
Carte orhophotogrammétrique de la commune.

### Planification
La commune disposait en 2019 d'un plan local d'urbanisme en révision. Le zonage réglementaire et le règlement associé peuvent être consultés sur le géoportail de l'urbanisme.

### Logement
En 2016, le nombre total de logements dans la commune était de 173 dont 98,8 % de maisons et 0,6 % d'appartements.
Parmi ces logements, 80,9 % étaient des résidences principales, 13,3 % des résidences secondaires et 5,8 % des logements vacants.
La part des ménages fiscaux propriétaires de leur résidence principale s'élevait à 91,4 % contre 7,9 % de locataires et 0,7 % logés gratuitement.

## Toponymie
Le nom de la localité est mentionné sous les formes Villa Montboitron en 1135, ; Boitron en 1385,.
Le mot Boitron est un sobriquet, son étymologie vient de boitier qui signifie « fabricant de bottes ».

## Politique et administration
| Période                                  | Période  | Identité       | Étiquette | Qualité                     |
| ---------------------------------------- | -------- | -------------- | --------- | --------------------------- |
| Les données manquantes sont à compléter. |          |                |           |                             |
| 2014                                     | 2018     | Lucien Rigaud  |           | Retraité                    |
| 2018                                     | En cours | Laurent Callot |           | Professeur de mathématiques |

## Démographie
L'évolution du nombre d'habitants est connue à travers les recensements de la population effectués dans la commune depuis 1793. Pour les communes de moins de 10 000 habitants, une enquête de recensement portant sur toute la population est réalisée tous les cinq ans, les populations de référence des années intermédiaires étant quant à elles estimées par interpolation ou extrapolation. Pour la commune, le premier recensement exhaustif entrant dans le cadre du nouveau dispositif a été réalisé en 2005.

En 2022, la commune comptait 326 habitants, en évolution de −13,3 % par rapport à 2016 (Seine-et-Marne : +3,92 %, France hors Mayotte : +2,11 %).
| 1793 | 1800 | 1806 | 1821 | 1831 | 1836 | 1841 | 1846 | 1851 |
| ---- | ---- | ---- | ---- | ---- | ---- | ---- | ---- | ---- |
| 372  | 340  | 377  | 370  | 372  | 392  | 375  | 342  | 335  |

| 1856 | 1861 | 1866 | 1872 | 1876 | 1881 | 1886 | 1891 | 1896 |
| ---- | ---- | ---- | ---- | ---- | ---- | ---- | ---- | ---- |
| 302  | 293  | 289  | 273  | 244  | 230  | 234  | 260  | 236  |

| 1901 | 1906 | 1911 | 1921 | 1926 | 1931 | 1936 | 1946 | 1954 |
| ---- | ---- | ---- | ---- | ---- | ---- | ---- | ---- | ---- |
| 214  | 198  | 176  | 178  | 186  | 175  | 158  | 159  | 145  |

| 1962 | 1968 | 1975 | 1982 | 1990 | 1999 | 2005 | 2006 | 2010 |
| ---- | ---- | ---- | ---- | ---- | ---- | ---- | ---- | ---- |
| 130  | 99   | 126  | 173  | 264  | 335  | 356  | 371  | 393  |

| 2015 | 2020 | 2022 | - | - | - | - | - | - |
| ---- | ---- | ---- | - | - | - | - | - | - |
| 378  | 334  | 326  | - | - | - | - | - | - |

## Économie

### Revenus de la population et fiscalité
En 2018, le nombre de ménages fiscaux de la commune était de 140, représentant 385 personnes et la  médiane du revenu disponible par unité de consommation  de 24 530 euros.

### Emploi
En 2018 , le nombre total d’emplois dans la zone était de 22, occupant 174 actifs  résidants.
Le taux d'activité de la population (actifs ayant un emploi) âgée de 15 à 64 ans s'élevait à 71,9 % contre un taux de chômage de 11 %.
Les 17,1 % d’inactifs se répartissent de la façon suivante : 7,4 % d’étudiants et stagiaires non rémunérés, 6,5 % de retraités ou préretraités et 3,2 % pour les autres inactifs.

### Secteurs d'activité

#### Entreprises et commerces
En 2019, le nombre d’unités légales et d’établissements (activités marchandes hors agriculture) par secteur d'activité était de 23 dont 1 dans l’industrie manufacturière, industries extractives et autres, 4 dans la construction, 6 dans le commerce de gros et de détail, transports, hébergement et restauration, 1 dans l’Information et communication, 1 dans les activités immobilières, 3 dans les activités spécialisées, scientifiques et techniques et activités de services administratifs et de soutien, 2 dans l’administration publique, enseignement, santé humaine et action sociale et 5  étaient relatifs aux autres activités de services.
En 2020, 5 entreprises ont été créées sur le territoire de la commune, dont 3 individuelles.

#### Agriculture
Boitron est dans la petite région agricole dénommée la « Brie laitière » (anciennement Brie des étangs), une partie de la Brie à l'est de Coulommiers. En 2010, aucune orientation technico-économique de l'agriculture ne se dégage sur la commune.
Si la productivité agricole de la Seine-et-Marne se situe dans le peloton de tête des départements français, le département enregistre un double phénomène de disparition des terres cultivables (près de 2 000 ha par an dans les années 1980, moins dans les années 2000) et de réduction d'environ 30 % du nombre d'agriculteurs dans les années 2010. Cette tendance se retrouve au niveau de la commune où le nombre d’exploitations est passé de 4 en 1988 à 0 en 2010.
Le tableau ci-dessous présente les principales caractéristiques des exploitations agricoles de Boitron, observées sur une période de 22 ans : 
|                                      | 1988 | 2000 | 2010 |
| ------------------------------------ | ---- | ---- | ---- |
| Dimension économique,                |      |      |      |
| Nombre d’exploitations (u)           | 4    | 1    | 0    |
| Travail (UTA)                        | 5    | 1    | 0    |
| Surface agricole utilisée (ha)       | 149  | 9    | 0    |
| Cultures                             |      |      |      |
| Terres labourables (ha)              | 98   | 0    | 0    |
| Céréales (ha)                        | 74   |      |      |
| dont blé tendre (ha)                 | 45   |      |      |
| dont maïs-grain et maïs-semence (ha) | 12   |      |      |
| Tournesol (ha)                       | 0    |      |      |
| Colza et navette (ha)                | 0    |      |      |
| Élevage                              |      |      |      |
| Cheptel (UGBTA)                      | 107  | 18   |      |

## Culture locale et patrimoine

### Lieux et monuments

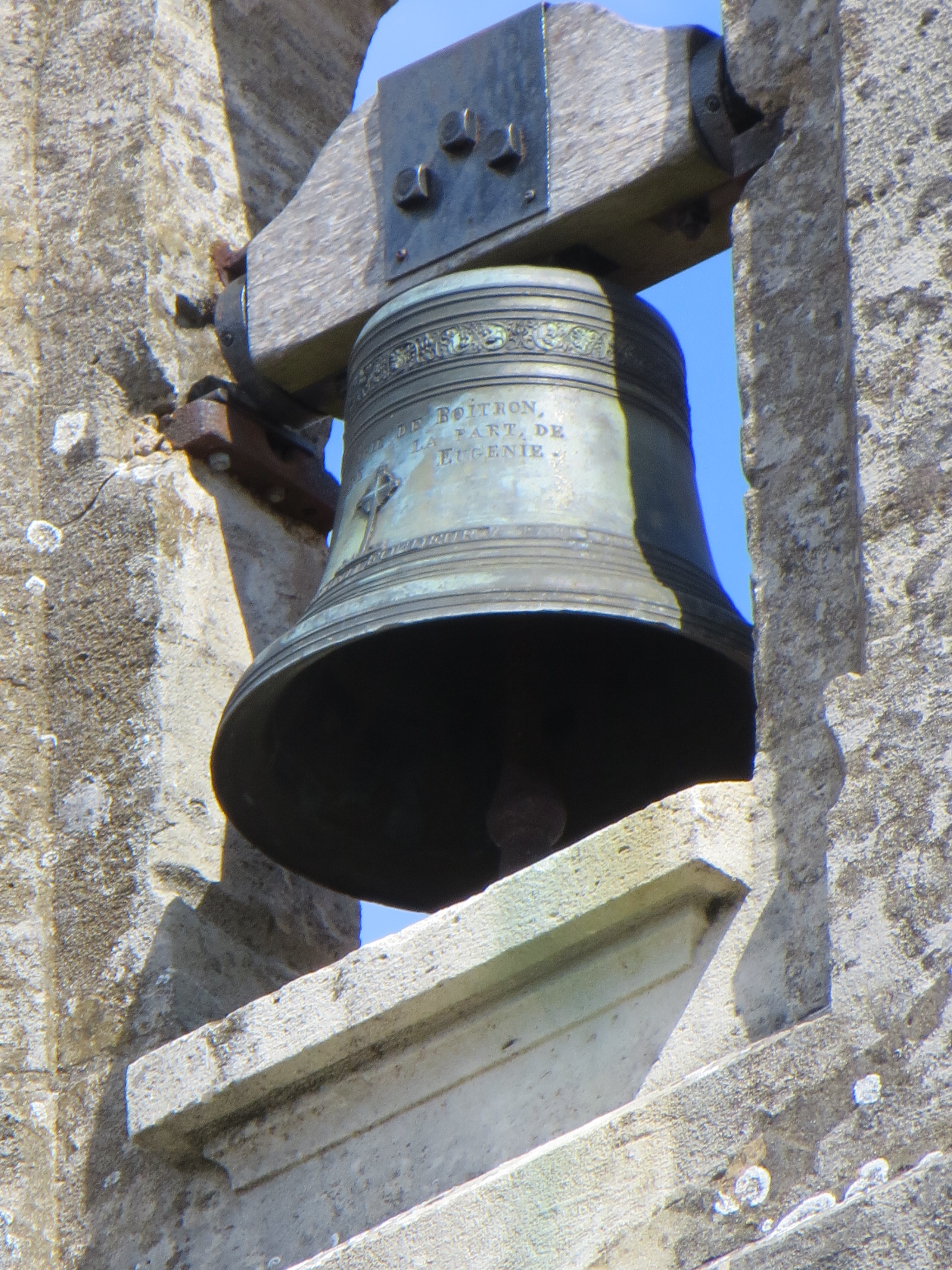
Cloche de la mairie - Son de la cloche sonnant la demie : Fichier:Boitron - Cloche de la mairie.ogg

- L'église, en ruines depuis 1975, a été démolie le 31 juillet 1987 après avoir été déclarée en état de péril[50]. Début 2017, la commune est « réputée sans clochers »[51].

### Héraldique
| Blason de Boitron | Blason  | De gueules à la fasce ondée d'argent semée de cailloux de sable, accompagnée en chef de deux arbres d'or et en pointe d'une scie à bras du même, la lame d'argent. |
| Blason de Boitron | Détails | Le statut officiel du blason reste à déterminer. |